# 보물섬 (잡지)
《보물섬》은 재단법인 육영재단에서 펴낸 월간 어린이 만화 잡지이다. 1982년 10월에 창간되었고, 1993년 3월 8일자부터 격주간지로 바뀌었는데 9월까지는 매주 8일, 23일에 발행되었으나 그 해 10월부터 매주 10일, 25일에 발간되었으며 다음 해인 1994년 8월 월간지로 되돌아오는 동시에 제호명도 '빅보물섬'으로 바뀌었고 1996년 '보물섬'으로 제호명을 환원시켰으나 1996년 9월 14주년을 앞두고 갑작스레 폐간되었다. 내용은 유명만화가들의 만화로 구성되었다. 자매지로 미취학 아동이나 유년생을 대상으로 한 《꿈나라》와 어린이 종합교양지 《어깨동무》가 있었다.

## 연재된 주요 작품
애니메이션으로 제작
- 김수정의 《아기공룡 둘리》
- 김동화의 《요정 핑크》
- 이진주의 《달려라 하니》
- 김영하의 《펭킹 라이킹》

기타 작품
- 윤승운의 《맹꽁이 서당》
- 이희재의 《악동이》 - 1989년 서울YWCA 우수 어린이 만화 선정[2]